# Fanza

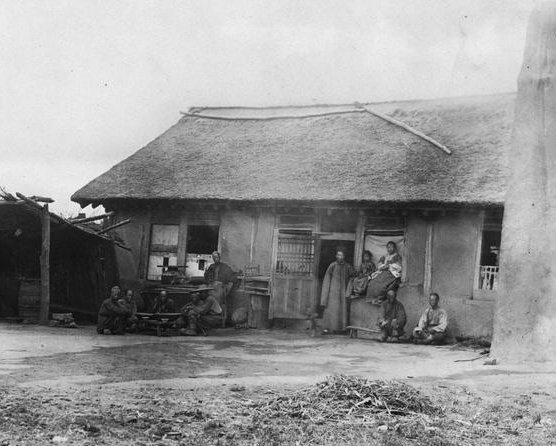
Grande fanza de chinois de l'Oussouri en 1875.

Une fanza ou une fangzi (en russe : Фанза, en système Palladi : фанцзы, en chinois : 房子 ; pinyin : fángzi ; litt. « maison »), est un type d'habitation traditionnelle courante dans le nord-est de la Chine, dans le nord de la Corée et dans l'Extrême-Orient russe chez les peuples autochtones.

## Caractéristiques
Une fanza est une structure rectangulaire, généralement à deux ou trois pièces, avec des piliers en bois. Les murs sont en chaume, en brique crue ou en brique. Le toit est en bâtière en paille, roseau ou tuiles. La porte d'entrée est située vers la rivière ou cours d'eau le plus proche, ou bien vers le sud.
La porte d'entrée mène à la cuisine, où se trouve un foyer et une cheminée construite en pierres. À l'aide du Kang dans le foyer, la chaleur se propage à l'ensemble de l'habitation.
Ce type d'habitation rurale s'est développée en Mandchourie (nord-est de la Chine), vers les VIIe - Xe siècle, et s'est répandue dans diverses régions du nord de l'Extrême-Orient.

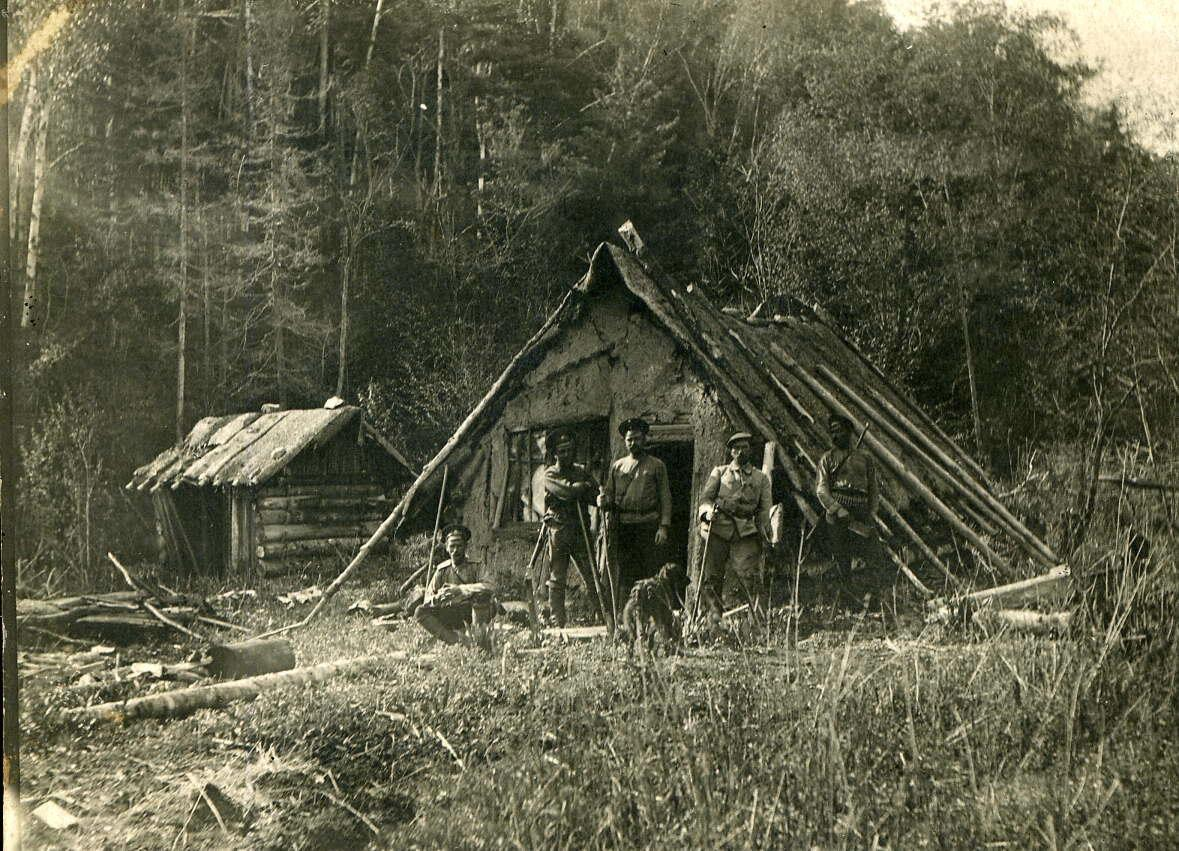
Petite fanza avec Vladimir Arseniev et Dersou Ouzala lors d'une de ses expéditions.

Cette habitation perdure jusqu'au XXe siècle, comme chez les Chinois de l'Oussouri, les Goldes et les Oudihés. Les Mandchous et les Daours avaient aussi ce type d'habitat,.
Elle était utilisée comme habitat permanent ou temporaire, comme par exemple comme cabane d'hiver, ou comme logement d'un jour ou deux lors de voyages.

Dans Dersou Ouzala, Vladimir Arseniev décrit la fanza comme suit :
Elle a deux ou trois fenêtres, une de chaque côté, et deux portes, toujours tournées vers la rivière[...] Il y a un foyer avec un chaudron de fer et un conduit, chauffé par des cheminées...